# Orjytsia
Orjytsia (en ukrainien : Оржиця) ou Orjitsa (en russe : Оржица) est une commune urbaine de l'oblast de Poltava, en Ukraine, et le centre administratif du raïon d'Orjytsia. Sa population s'élevait à 3 700 habitants.

## Géographie
Orjytsia est arrosée par la rivière Orjytsia, un affluent de la Soula, et se trouve à 60 km au nord-est de Tcherkassy et à 134 km à l'ouest de Poltava.

## Histoire
La première mention d'Orjytsia remonte à l'année 1552. En 1669, elle fut prise et incendiée par les Tatars. De 1781 à 1796, Orjytsia faisait partie de l'ouïezd de Khorol du gouvernement de Kiev. En 1796, elle fut rattachée au gouvernement de Petite-Russie et en 1802 au gouvernement de Poltava. Après la révolution de 1917, le pouvoir soviétique s'établit à Orjytsia en janvier 1918. Elle devint un centre administratif de raïon en 1923. Pendant la Seconde Guerre mondiale, Orjytsia fut occupée par l'Allemagne nazie du 23 septembre 1941 au 19 septembre 1943. Elle a le statut de commune urbaine depuis 1968.

## Population
Recensements (*) ou estimations de la population :
| 1959* | 1970* | 1979* | 1989* | 2001* |
| ----- | ----- | ----- | ----- | ----- |
| 2 235 | 2 824 | 3 665 | 4 292 | 4 019 |

| 2009  | 2010  | 2011  | 2012  | 2013  |
| ----- | ----- | ----- | ----- | ----- |
| 3 586 | 3 585 | 3 573 | 3 556 | 3 572 |

| 2021  | - | - | - | - |
| ----- | - | - | - | - |
| 3 433 | - | - | - | - |

## Transports
Orjytsia se trouve à 141 km de Poltava par le chemin de fer et à 150 km par la route. La gare ferroviaire la plus proche se trouve à Loubny, à 42 km.